# Pheidoliphila sternalis
Pheidoliphila sternalis är en skalbaggsart som först beskrevs av Blackburn 1891.  Pheidoliphila sternalis ingår i släktet Pheidoliphila och familjen stumpbaggar. Inga underarter finns listade i Catalogue of Life.